# Ariel Maughan
Ariel Leishman Maughan (Salt Lake City, 26 aprile 1923 – Asheville, 4 agosto 1997) è stato un cestista statunitense, professionista nella BAA e nella NBA.